# AEO制度
AEO制度 (英語: Authorized economic operator) または認定事業者制度とは、アメリカ同時多発テロ事件を契機として、各国税関におけるセキュリティ確保と物流円滑化を目的として創設された制度である。世界税関機構 (WCO) は認定事業者 (AEO) とは以下のものであると定義している。 
国際物流に関与する事業者のうち、国家税関当局またはそれと同等の機関によって、WCOが定めるサプライチェーンセキュリティ基準に適合すると認められたもの。とりわけ、事業者には製造者、輸入者、輸出者、仲立人、一般運送事業者、混載業者、仲介貿易業者、港湾、空港、ターミナル・オペレーター、統合物流業者、倉庫業者および配送業者を含む。

"a party involved in the international movement of goods in whatever function that has been approved by or on behalf of a national Customs administration as complying with WCO or equivalent supply chain security standards. Authorized Economic Operators include inter alia manufacturers, importers, exporters, brokers, carriers, consolidators, intermediaries, ports, airports, terminal operators, integrated operators, warehouses and distributors"
グローバル化は国際物流の飛躍的拡大をもたらしたが、一方で密輸等の摘発を担う税関では貨物の増加ペースに対応が追い付かなくなりつつあった。このような状況下でアメリカ同時多発テロ事件が発生し、国際テロ組織の封じ込めが急務となった (対テロ戦争)。これに対して、テロ組織による武器や資金源 (違法薬物など) の密輸阻止のため、税関における貨物のセキュリティ強化が強く求められるようになった。しかし、前述のとおりそもそも貨物の増加ペースに対応が追いつかなくなっている状態でさらに検査の厳格化によるセキュリティ確保を図ることには無理があった。また、単に税関職員を増員すればすぐ解決できるようなものでもなかった。なぜなら、増員した税関職員がテロ組織に簡単に買収されてしまったり、安易な確認で密輸品を素通りさせてしまうようでは意味がないからである。高い規範意識を持ち合わせ、業務を基本に忠実に確実に実行できる人材を確保・育成するには時間もコストもかかり、中長期的な対応策にしかなり得ない。その対応として世界税関機構が短期的にも対応可能な対策として、「セキュリティ管理と法令遵守の体制が整備された事業者を税関が認定し、税関手続の簡素化等のベネフィットを与える」ことで、検査対象となる貨物を減らし、税関がよりリスクの高い貨物の検査に集中できるようにするための制度として採択したのが AEO 制度である。 
日本では2006年3月にまず輸出者を対象として導入され、2007年4月に輸入者、2007年10月に倉庫業者、2008年4月に 通関業者・運送業者、2009年7月には製造者へと拡大された。 

## SAFE
AEO は、WCOが採択した「国際貿易の安全確保及び円滑化のための基準の枠組み (SAFE Framework of Standards、SAFE)」で重きを成す構成要素である。SAFEは安全な国際貿易の実現のために求められる税関の将来モデルを定めたもので、各国税関の協調によるセキュリティリスクの分散・低減や、税関と事業者の協調によるハイリスク貨物の絞り込みを行うなどといった、調和のとれたセキュリティ管理を導入するためのさまざまな基準を定めている。 
SAFEは4つのコア要素に基づく。
1. 事前電子貨物情報の調和
2. 整合的なリスク管理アプローチの採用に対するコミット
3. 受入国からの要請に基づく仕出国での非破壊探知機器を用いたハイリスクコンテナや輸出貨物の検査の確約
4. 最低限のサプライチェーンセキュリティ基準と、ベストプラクティスを達成する事業者に対して税関が提供するベネフィットの明確化

AEOのコンセプトの本質は、税関と事業者との協調にある。事業者は、国際貨物の差し替え・抜き取り・虚偽申告などといった不正行為を防止できる効果的な内部プロセスを実施していると証明されると、税関からAEOとして認定を受けることができる。事業者は、具体的には以下のような対策を取らなければならず、それが単に実施されているというだけでなく、業務プロセスとして確立して維持継続することが求められる。
- 情報と物品の整合性 (情物一致) が担保されていなければならない。出荷品リストなどの帳票に書いてあるとおりの物品だけが実際にコンテナに積み込まれ、たとえ同等品であっても帳票に書いていないものが入っていたり、個数が異なってもいけない。例えば帳票に「白のAAA形扇風機10台」と書いてあれば、機能が同等だからといって赤のものを入れたり、上位品だからといって1台をAAB形扇風機に入れ替えることは許されない。また、帳票が間違っていたとしても、それを修正しないまま読み替えて正しい品物に積み替えることは許されない。理由の如何を問わず、帳票に書かれている情報と、実際に積み込まれる物品は、必ず一致していなければならない。
- 作業そのものも整合性が確保されていなければならない。手順を定め、その手順通りに作業し、例えばそこにあるべきでない（手順で指示されていない）コンテナに物品を入れるようなことがあってはならない。また、その手順自体も、決まった場所で決まった人物が行わなければならない。例えば製品Aを10箱輸出する際、うち1箱の外装が痛んでいたとする。その製品Aの再梱包は「本来梱包作業を行うべき場所」で「本来梱包作業を行うべき作業者」が行わなければならない。本来と異なる場所・人が作業することは、物品のすり替え (意図したすり替えだけでなく、取り違えなど意図しないものも含む) や異品の差し込みなどのリスクを増やすことに他ならないからである。
- 許可のない人物がコンテナに物品を入れることを防ぐために、敷地内に適切なアクセス管理を行わなければならない。

税関は、認定事業者が上記の対策を確実に実施し、貨物のセキュリティを確保しているという信頼に基づいて、認定事業者自身の貨物、あるいは認定事業者を経由する貨物のすべて、またはほとんどについて検査を省略する。これにより事業者側は通関検査にかかっていた時間がなくなり、貨物を速やかに輸出・輸入できるため、物流コストを削減することができる。一方、税関は管理が不充分でセキュリティ上のリスクが大きい事業者の貨物の検査に集中することができる。 
AEO制度は、事業者が主体的にセキュリティ管理に取り組み、かつ実効性をもって運用していることが前提となる。そのため、事業者が一度認定を受ければそれが永続するようなものではなく、異品混入や誤品出荷、貨物取り違えなどの事故を頻発させるなど取り組みが不充分または実効性がないと考えられる場合には、認定を取り消される場合がある。日本において実際に取り消された事例はないが、2017年3月に郵船ロジスティクスが2年以上に渡って輸入鮮魚の魚種を偽って申告する通関業法違反事案を起こした責任を取り、認定通関業者の認定を自主返納した事例がある。

## 各国のAEO制度
WCOの参加国のほとんどが SAFE の採用意向を示しており、AEO制度を導入する国は増加している。世界税関機構によれば、2019年の時点で84か国がAEO制度を導入し、19か国が導入に向けた準備をしている。各国の制度は SAFE フレームワークに準拠してはいるが、国ごとに適用対象となる事業者や提供されるベネフィットには差異がある。 
たとえば、カナダではAEOに類似した制度として1995年から輸出者/輸入者向けにPIP制度 (Partners in Protection)、2001年から輸入者向けにCSA制度 (Customs Self-Assessment) を運用していたため、その要件をAEOに整合させて引き続き運用している。 
また、アメリカ合衆国は同時多発テロ事件で直接被害を受けたことから対テロに重きを置いた C-TPAT (Customs-Trade Partnership against Terrorism) を運用しているが、これは輸入者のみが利用できる制度になっている。 
一方、EUはサプライチェーンに関与するすべての業態の事業者が対象で、さらに貨物のセキュリティのみならず関税に係る手続きの簡素化まで含まれるなど、より広範な制度になっている。 

## 相互承認
AEO制度の究極の目標は、各国の制度の相互承認により、ある事業者が受けた認定は世界中どこでも等しく認められるようにすることである。すなわち、認定した国は異なっても、出発地 (コンテナへの積込地) から仕向先 (コンテナからの取卸地) までの間で関与する事業者がすべて安全であると見なされているのであれば、サプライチェーン全体として安全が担保されていると判断できる、という考え方である。2019年時点で74の相互承認があり、日本は11か国・地域と相互承認をしているが、アメリカおよびEUと相互承認をしているのは日本だけとなっている。また、中国は「一つの中国」原則を掲げているが、日本・韓国・オーストラリアは中国だけでなく台湾とも相互承認している (独自の関税徴収権を有して税関を置いているという意味では香港と台湾の間に違いはなく、中国の1地域たる香港との間については日・韓・豪だけでなく中国自身もAEOの相互承認を行っている。このように「一つの中国」原則とAEO相互承認は直接相反するものではない。ただし、日本は台湾との相互承認については中国への配慮から「日本台湾交流協会と台湾日本関係協会との間の実務取り決め」という形を採っている)。 
| 承認年月  | 承認国                            | 承認年月   | 承認国                          | 承認年月   | 承認国                            | 承認年月   | 承認国                          |
| --------- | --------------------------------- | ---------- | ------------------------------- | ---------- | --------------------------------- | ---------- | ------------------------------- |
| 2007年6月 | ニュージーランド - アメリカ合衆国 | 2013年7月  | 中国 - 韓国                     | 2015年12月 | 韓国 - 中華民国                   | 2018年3月  | ペルー - ウルグアイ             |
| 2008年5月 | 日本 - ニュージーランド           | 2013年10月 | 中国 - 香港                     | 2016年3月  | 香港 - マレーシア                 | 2018年4月  | コスタリカ - メキシコ           |
| 2008年6月 | カナダ - アメリカ合衆国           | 2013年9月  | 香港 - インド                   | 2016年5月  | カナダ - メキシコ                 | 2018年4月  | ボリビア - ウルグアイ           |
| 2008年6月 | ヨルダン - アメリカ合衆国         | 2013年12月 | イスラエル - 中華民国           | 2016年7月  | オーストラリア - ニュージーランド | 2018年5月  | オーストラリア - シンガポール   |
| 2009年6月 | 日本 - アメリカ合衆国             | 2014年2月  | 香港 - 韓国                     | 2016年8月  | 香港 - 日本                       | 2018年6月  | 香港 - ニュージーランド         |
| 2009年9月 | 欧州連合 - ノルウェー             | 2014年3月  | 韓国 - メキシコ                 | 2016年12月 | ブラジル - ウルグアイ             | 2018年9月  | ペルー - アメリカ合衆国         |
| 2010年6月 | カナダ - 日本                     | 2014年6月  | 日本 - マレーシア               | 2016年12月 | 韓国 - タイ王国                   | 2018年9月  | オーストラリア - 中華民国       |
| 2010年6月 | カナダ - 韓国                     | 2014年6月  | 韓国 - トルコ                   | 2017年1月  | スイス - 中国                     | 2018年10月 | 中国 - 日本                     |
| 2010年6月 | カナダ - シンガポール             | 2014年6月  | 香港 - シンガポール             | 2017年7月  | オーストラリア - カナダ           | 2018年11月 | 日本 - 中華民国                 |
| 2010年6月 | 欧州連合 - 日本                   | 2014年6月  | イスラエル - アメリカ合衆国     | 2017年7月  | オーストラリア - 韓国             | 2018年12月 | インド - 中華民国               |
| 2010年6月 | 韓国 - シンガポール               | 2014年10月 | メキシコ - アメリカ合衆国       | 2017年7月  | 韓国 - アラブ首長国連邦           | 2019年4月  | カザフスタン - 韓国             |
| 2010年6月 | 韓国 - アメリカ合衆国             | 2014年9月  | 中国 - 欧州連合                 | 2017年7月  | カナダ - イスラエル               | 2019年4月  | ベラルーシ - 中国               |
| 2011年1月 | スイス - 欧州連合                 | 2014年12月 | シンガポール - アメリカ合衆国   | 2017年7月  | オーストラリア - 香港             | 2019年4月  | 中国 - カザフスタン             |
| 2011年5月 | 日本 - 韓国                       | 2015年3月  | イスラエル - 韓国               | 2017年10月 | 韓国 - マレーシア                 | 2019年4月  | 中国 - モンゴル国               |
| 2011年6月 | 韓国 - ニュージーランド           | 2015年4月  | ドミニカ共和国 - 韓国           | 2017年9月  | 中国 - イスラエル                 | 2019年4月  | 中国 - ウルグアイ               |
| 2011年6月 | 日本 - シンガポール               | 2015年6月  | 香港 - タイ王国                 | 2017年9月  | オーストラリア - 中国             | 2019年6月  | シンガポール - ニュージーランド |
| 2012年5月 | 欧州連合 - アメリカ合衆国         | 2015年10月 | インド - 韓国                   | 2017年9月  | 中国 - ニュージーランド           | 2019年6月  | オーストラリア - 日本           |
| 2012年6月 | 中国 - シンガポール               | 2015年9月  | スイス - ノルウェー             | 2017年12月 | 韓国 - ウルグアイ                 |            |                                 |
| 2012年9月 | 中華民国 - アメリカ合衆国         | 2015年12月 | ドミニカ共和国 - アメリカ合衆国 | 2017年12月 | 韓国 - ペルー                     |            |                                 |